# Schlag (Grafenau)
Schlag ist ein Dorf und Ortsteil der Stadt Grafenau im niederbayerischen Landkreis Freyung-Grafenau.

## Geographie
Schlag liegt südlich von Grafenau und der Bundesstraße 533 beidseits der Kreisstraße FRG 46.

## Geschichte
Mit dem bayerischen Gemeindeedikt von 1818 wurde die Gemeinde Schlag errichtet. 1946 wurde ein Teil der Gemeinde Liebersberg mit den Orten Liebersberg und Moosham eingegliedert. Am 1. Juni 1950 wurde die Gemeinde  Bärnstein nach Schlag eingemeindet. Am 1. Januar 1978 wurde die Landgemeinde Schlag mit den Orten Schlag, Altbachhaus, Bärnstein, Dimpflmühle, Elsenthal, Frauenberg, Gehmannsberg, Grafenhütt, Hötzhof, Jägerreith, Klingmühle, Köpplhof, Liebersberg, Moosham, Oberhüttensölden, Schlageröd, Unterhüttensölden und Voitschlag nach Grafenau eingemeindet. Am 25. Mai 1987 hatte das Dorf 254 Wohnungen in 155 Gebäuden mit Wohnraum und 686 Einwohner.